# Ava Devine
Ava Devine (ur. 22 stycznia 1974) – amerykańska aktorka filmów pornograficznych. 
Występowała także pod pseudonimami: Ava Divine, Gina Giaco-Dawson, Ana Devine, Ava Devline, Ava Adore (blond), Mrs. Devine, Ava Adore, Gina Giaco Dawson, Karen Little, Lady of the Lake, Mrs. Divine, Ms Devine i Karin Little. 
Stała się znana przede wszystkim z chirurgicznie powiększonych piersi, „brudnej gadaniny” i chęci wykonywania różnych czynności seksualnych podczas scen erotycznych. Nadano jej przydomek „Lady of the Lake” (Dama Jeziora), co ma uosabiać mit kobiety rozwiązłej, która ma ochotę uprawiać seks z każdym w dowolnym momencie.

## Życiorys

### Wczesne lata
Ava Devine urodziła się na Long Island  w Nowym Jorku w rodzinie pochodzenia chińskiego i włoskiego. Wychowywała się w Islip. Devine straciła dziewictwo w wieku trzynastu lat. Od 18 roku życia pracowała jako dziewczyna na telefon, a potem jako tancerka klubowa i striptizerka.

### Kariera
W 2003 mając już 29 lat zaczęła występować w filmach porno dla takich firmach jak VCA, Acid Rain czy Red Light District. Pojawiła się m.in. w produkcjach Double Air Bags 12 (2003) z Brianem Surewoodem, Big Breasts of the West 2 (2003) z Benem Englishem, DP Wreckage 1 (2004) z Frankiem Gunem, Juggies 1 (2004) z Anthonym Hardwoodem, Sinful Asians 3 (2004)/Invading Asia 2 (2009) z Julianem, My Friend's Hot Mom 8 (2007)/My Friend's Hot Mom 181 (2007) z Krisem Slaterem, Diary of a MILF 7 (2007) z Manuelem Ferrarą, My Wife's Hot Friend 7 (2010) z Derrickiem Pierce’em i Seduced by a Cougar 36 (2015) z Johnnym Castle, a także brała udział w scenach gang bangu z udziałem aktorek transseksualnych w filmach takich jak Transsexual Gang Bangers 10 (2003) z Tomem Moore’em, transspłciowej Carmen Cruz, Vicky Richter i Vo D’Balm czy w Transsexual Superstars: TS Foxxy (2010) w scenie transeksualnego gang bangu z udziałem Foxxy, Kelly Shore, Kimber James, Natassi Dreams i Victorii di Prada.
Gościła w serialu dokumentalnym Porno Valley (2004). 
Prowadziła własną oficjalną stronę internetową. W 2004 była nominowana do AVN Award jako „The Impossible Stage”. Rok później zdobyła AVN Award w kategorii „Najlepsza scena seksu oralnego – wideo” w Cum Swallowing Whores 2 (2004).
Związała się z LA Direct Models. W październiku 2005 przeszła operację redukcji piersi i uzyskała lifting, redukując biust do 36DDe. Wróciła do pracy w styczniu 2006 z planami kontynuacji kariery. W latach 2005–2014 pracowała dla Kink.com w scenach sadomasochistycznych, takich jak uległość, głębokie gardło, rimming, kobieca ejakulacja, fisting analny i pochwowy, pegging, gang bang, bukkake, plucie i bicie. Były to serie Public Disgrace, Bound Gang Bangs, Men in Pain, Sex and Submission, Divine Bitches, Fucking Machines, Foot Worship, Everything Butt, Whipped Ass i Wired Pussy z Markiem Davisem, Ramónem Nomarem, Wolfem Hudsonem, Tonim Ribasem, Brianem Surewoodem, Riley Reid, Sarą Jay, Daną DeArmond, Billem Baileyem, Karlo Karrerą, Jackiem Napierem, Jon Jonem, D. Snoopem, Amber Rayne, Isis Love i Dragon Lilly.

### Życie prywatne
Związana była z aktorem porno Christianem XXX. W grudniu 2007 spotykała się z aktorem Gene’em Rossem (człowiek pod prysznicem w Goonies, naczelnik Clements w filmie Zagubiona autostrada). W 2008 roku wyszła za mąż za Ronalda Dawsona. Zamieszkała w Las Vegas w Nevadzie i Los Angeles.
Jest fanką zespołu Cleveland Cavaliers.

## Nagrody i nominacje
| Rok  | Nagroda       | Kategoria                              | Film                           | Inni wykonawcy                                                                                            | Rezultat  |
| ---- | ------------- | -------------------------------------- | ------------------------------ | --- | --------- |
| 2004 | AVN Award     | Najbardziej skandaliczna scena seksu   | American Bukkake 21 (2003)     | – | Nominacja |
| 2004 | XRCO Award    | SuperZdzira                            | –                              | – | Nominacja |
| 2005 | AVN Award     | Najlepsza scena seksu oralnego – wideo | Cum Swallowing Whores 2 (2004) | Guy DiSilva, Steven French, Rod Fontana, Francesca Lé, Scott Lyons, Mario Rossi i Arnold Schwartzenpecker | Wygrana   |
| 2010 | Urban X Award | Najlepsza wykonawczyni seksu analnego  | –                              | – | Nominacja |
| 2025 | Urban X Award | Urban X Award Hall of Fame             | –                              | – | Wygrana   |